# Relanges
Relanges é uma comuna francesa na região administrativa de Grande Leste, no departamento de Vosges. Estende-se por uma área de 13,87 km². Em 2010 a comuna tinha 216 habitantes (densidade: 15,6 hab./km²).